# VitaPark
VitaPark (tidl. Sygehusparken) er en lille bypark, som ligger i den østlige del af Odder. Tidligere indeholdt parken Odder Sygehus, men det blev nedlagt i 2009. Efter nedlæggelsen af sygehuset overtog Odder Kommune grunden og bygningerne for at oprette VitaPark, der er et center for sundheds-, erhvervs- og kulturrelaterede aktiviteter.